# 糟屋有久
糟屋 有久（かすや ありひさ）は、鎌倉時代前期の武将。糟屋有季の子。後鳥羽院武者所に仕える。

## 生涯
父有季は比企能員の女婿であった事から、建仁3年（1203年）の比企能員の変で北条氏と戦って討ち死にした。有久ら兄弟は京の一条高能の側室となっていた姉妹を頼って上洛し、後鳥羽上皇の武者所に祗候した。
『愚管抄』に比企氏側の記録が見られるのは、有季の遺族である有久らが、乱の詳細を京側に伝えた事によるものと見られている。
承久3年（1221年）、後鳥羽上皇と鎌倉幕府の対立による承久の乱では、弟の有長・久季と共に上皇方の官軍として出陣し、6月3日、北陸道を下って幕府軍と対峙した（『吾妻鏡』）。
『承久兵乱記』によれば、越中国砺波山で討ち死にしたという。